# Parti pour les libertés et le développement
Le parti pour les libertés et le développement (PLD) est un parti politique tchadien.
Parti social-démocrate d'opposition au pouvoir d'Idriss Déby, le PLD est fondé en 1993 par Ibni Oumar Mahamat Saleh. Ce dernier a disparu après avoir été enlevé en 2008.
Depuis 2018, son secrétaire général est Mahamat Ahmat Alhabo, membre fondateur du PLD et ancien ministre. Le 10 mars 2024 par un point de presse, le Parti pour les libertés et le développement annonce son soutien à la candidature de Mahamat Idriss Déby à la présidentielle du 6 mai 2024.